# Herman Emanuel Lundborg
Herman Emanuel Lundborg, född 12 juli 1834 i Gävle, död 23 juni 1888, var en svensk väg- och vattenbyggnadsingenjör. Han var far till Herman Lundborg.
Efter studentexamen 1852 utexaminerades Lundborg från Teknologiska institutet i Stockholm 1855 och från Högre artilleriläroverket på Marieberg 1860. Han var vid statens järnvägsbyggnader nivellör 1855–60, stationsingenjör 1860–72, distriktsingenjör vid Bergslagernas järnvägsbyggnader 1872–77 och distriktsingenjör vid statens järnvägsbyggnader 1877–88. År 1883 företog han en resa i Frankrike och Tyskland för studier av redan utförda och pågående järnvägsbyggnader. Han blev i Väg- och vattenbyggnadskåren löjtnant 1861, kapten 1871 och major 1885.
Lundborg ledde bland annat byggandet av linjerna Torpshammar – Storlien (Norrländska tvärbanan), Storvik – Ånge, Kilafors – Söderhamn – Stugsund och Ljusdal – Hudiksvall (Dellenbanan). Han blev riddare av Vasaorden 1876 och riddare av Sankt Olavs orden 1882. Han ligger begravd på Norra begravningsplatsen i Stockholm.